# Ubuntu (Cabo Septentrional)
Ubuntu es un municipio local sudafricano situado en el distrito de Pixley ka Seme, en la provincia de Cabo Septentrional.

## Superficie
Ubuntu tiene una superficie de 20 393 km².

## Demografía
En 2022, tenía 15 836 habitantes, una densidad poblacional de 0,77 hab./km², y 3990 viviendas.